# Stauwurzel des Rothsees
Die Stauwurzel des Rothsees ist ein Naturschutzgebiet am Rothsee (Vorsperre) im mittelfränkischen Landkreis Roth, Bayern.

## Lage
Das Naturschutzgebiet liegt am nordöstlichen Teil der Rothsee-Vorsperre, etwa zwei Kilometer südwestlich von Allersberg und vier Kilometer nördlich von Hilpoltstein entfernt, zwischen den Allersberger Ortsteilen Polsdorf und Fischhof.

## Beschreibung
Das Gebiet ist ein ausgewiesenes, 46 Hektar großes Naturschutzgebiet und trägt die Katasternummer NSG500.040.
Es handelt sich um eine Kombination von Verlandungszonen, Auwäldern und Freiwasserbereich. Beim Beginn der Bauarbeiten zu der Anlage des Rothsees in den späten 1970er Jahren versumpfte das Gebiet teilweise. Dort entstanden kleinere unzugängliche Inseln, die aus den angehäuften Wurzelstöcken und dem humosen Deckabraum der Rodungphase bestehen. Als Vogelschutzzonen bieten diese beispielsweise wasserliebenden Bodenbrütern ein Refugium.
Der mit eingeschlossene, 0,8 Hektar große Eulenhof - Weiher wurde bereits im 17. Jahrhundert erwähnt und wird von dem von Osten her zufließenden Schönbrunner Bach gespeist.
In den 1990er Jahren wurde der Einlaufbereich, die Stauwurzel der Kleinen Roth sowie die anschließende offene Wasserfläche unter Schutz gestellt.

## Flora und Fauna
Die Seeufer bestehen aus Schilfbeständen und Großseggenriede, welche durch Gehölzsäume und Drahtzäune abgeschirmt wurden. Das Areal bildet einen Schutz- und Brutraum für zahlreiche Vogelarten und zahllosen amphibisch lebende Tiere. Als nach dem Abschluss der Bauarbeiten wieder Ruhe einkehrte, sind Großsäuger wie Rehe und Wildschweine in das Gebiet zurückgewandert und nutzen es als Kinderstube und Tränke. Allerdings verunglücken recht häufig einzelne Individuen an der unmittelbar östlich verlaufenden Schnellfahrstrecke Nürnberg–Ingolstadt und Bundesautobahn 9, sowie der nördlich liegenden, stark frequentierten St 2237. Bekannt ist die Gegend auch durch zahlreiche Kolonien von Wildkaninchen, die in den sandigen Böden gut nisten können und dort ein reichhaltiges Nahrungsangebot vorfinden. Diese wiederum bieten, ebenso wie die Brutvögel und die Fischbestände im Rothsee, die Nahrungsgrundlage für stabile Populationen von Greifvögeln und Füchsen.
Die Störche fehlen trotz des vielfältigen Speiseplanes in dem Habitat. Direkt über dem Gebiet kreuzen sich zwei wichtige internationale Luftkorridore, die im Abstand nur weniger Minuten beflogen werden. Flugzeuge die von Süden her Nürnberg zur Landung anfliegen sind über dem Rothsee von ihrer Reiseflughöhe bereits auf unter 10.000 Fuß abgestiegen und Rettungs- und Polizeihubschrauber orientieren sich im Sichtflug bevorzugt an der nahen ICE/BAB9 -Trasse oder dem  Main-Donau-Kanal als Landmarken. Hierdurch ist der Luftraum permanent zu unruhig, sodass die Störche das ganze Gebiet weiträumig meiden.

## Zugang
Der Rothsee ist vollständig mit einem umlaufenden Rad- und Fußweg erschlossen. Dieser kreuzt und führt auch direkt an der Nord- und Südgrenze des Schutzgebiets entlang. Das Gelände ist mit einem Drahtzaun und teilweise naturnah mit Hecken versperrt. Die Lebensräume sind vom Weg her gut einsehbar, der Zutritt zu dem Schutzgebiet selbst ist nicht gestattet. Südlich des Areals bei Polsdorf befindet sich ein Infopavillon des Landesbundes für Vogelschutz e.V.
Im Frühjahr und Herbst ist ein Besuch zur Vogelbeobachtung besonders lohnend.
Zum Teil kostenpflichtige Parkmöglichkeiten befinden sich am Damm zwischen der Haupt- und Vorsperre bei Birkach und an der Staatsstraße St 2225.
Mit dem  ÖPNV (VGN) ist die Anreise z. B. über Allersberg und Polsdorf möglich. Von dort sind es auf dem Uferweg etwa 5 Minuten zu Fuß.

## Umgebung
In etwa drei Kilometer Entfernung, am westlichen Ende des Rothsees,  befindet sich ein weiteres Naturschutzgebiet, das Nordwestufer der Rothsee-Hauptsperre.
Die Umgebung des Rothsees bietet zahlreiche Freizeitmöglichen wie Segeln, Surfen, Baden, Radfahren und Wandern. Nahe Grashof am Südufer und gegenüber am Nordufer befinden sich Badestrände mit jeweils einem Gastronomiebetrieb.

## Bildergalerie

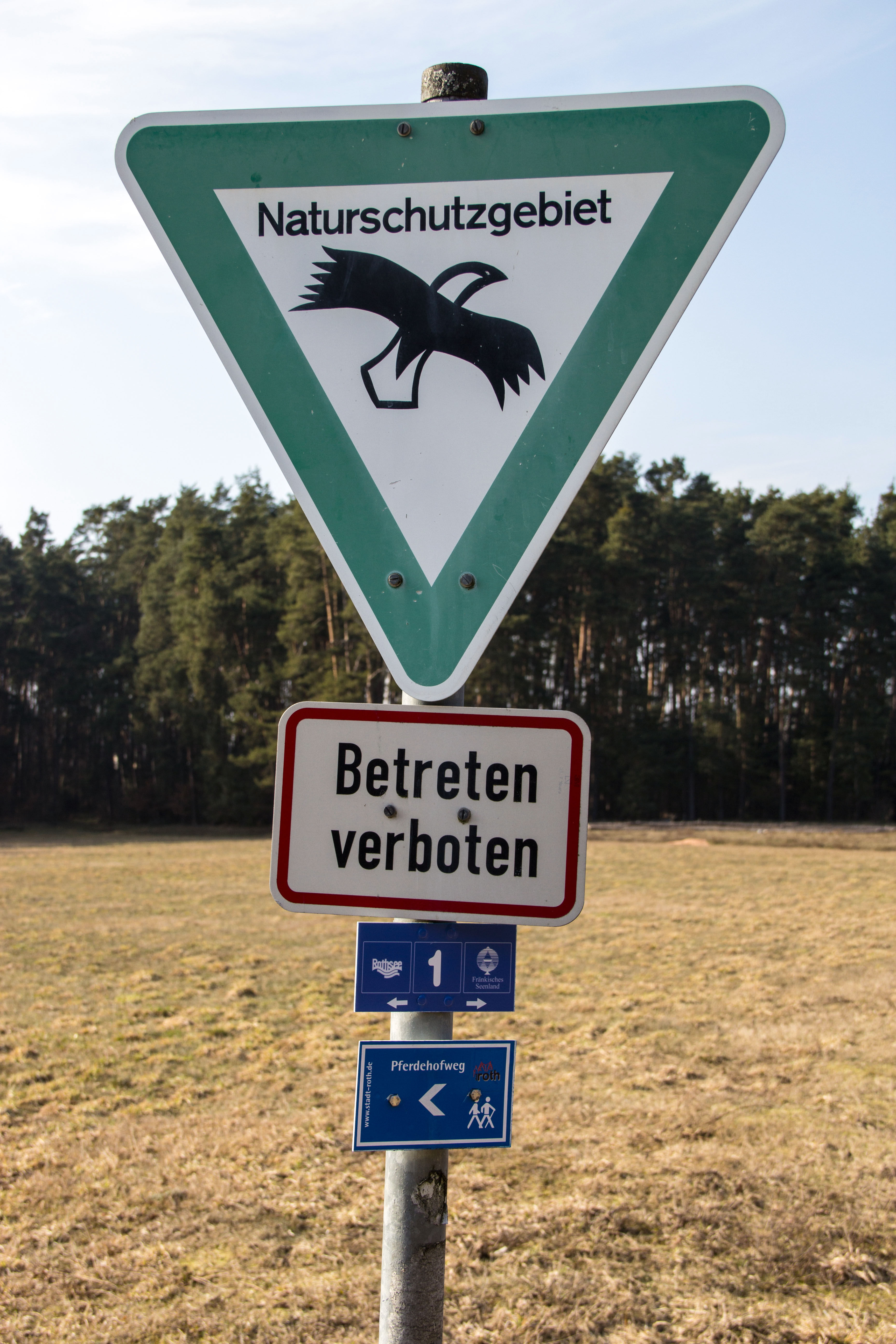
NSG-Schild
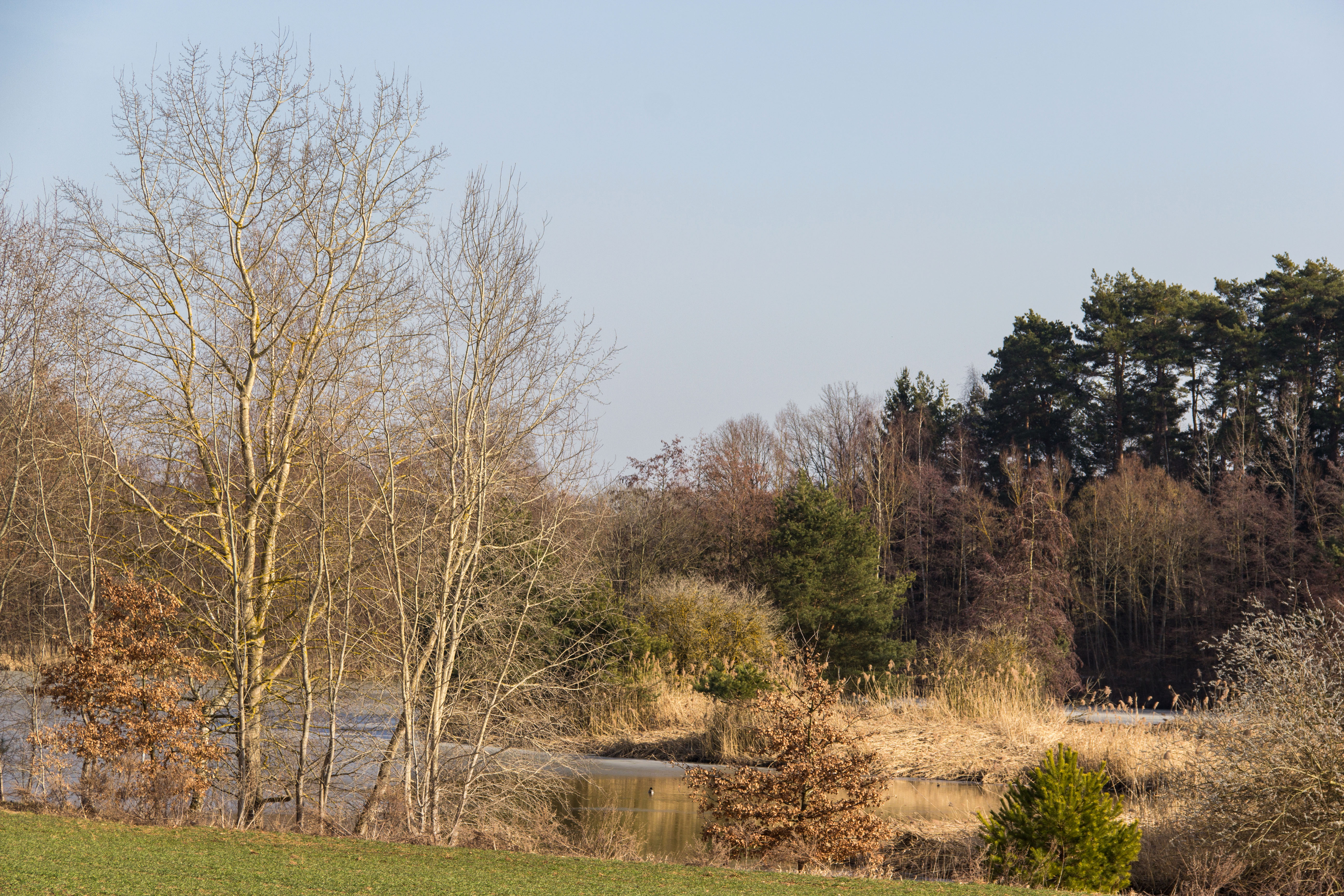
Das Nordufer
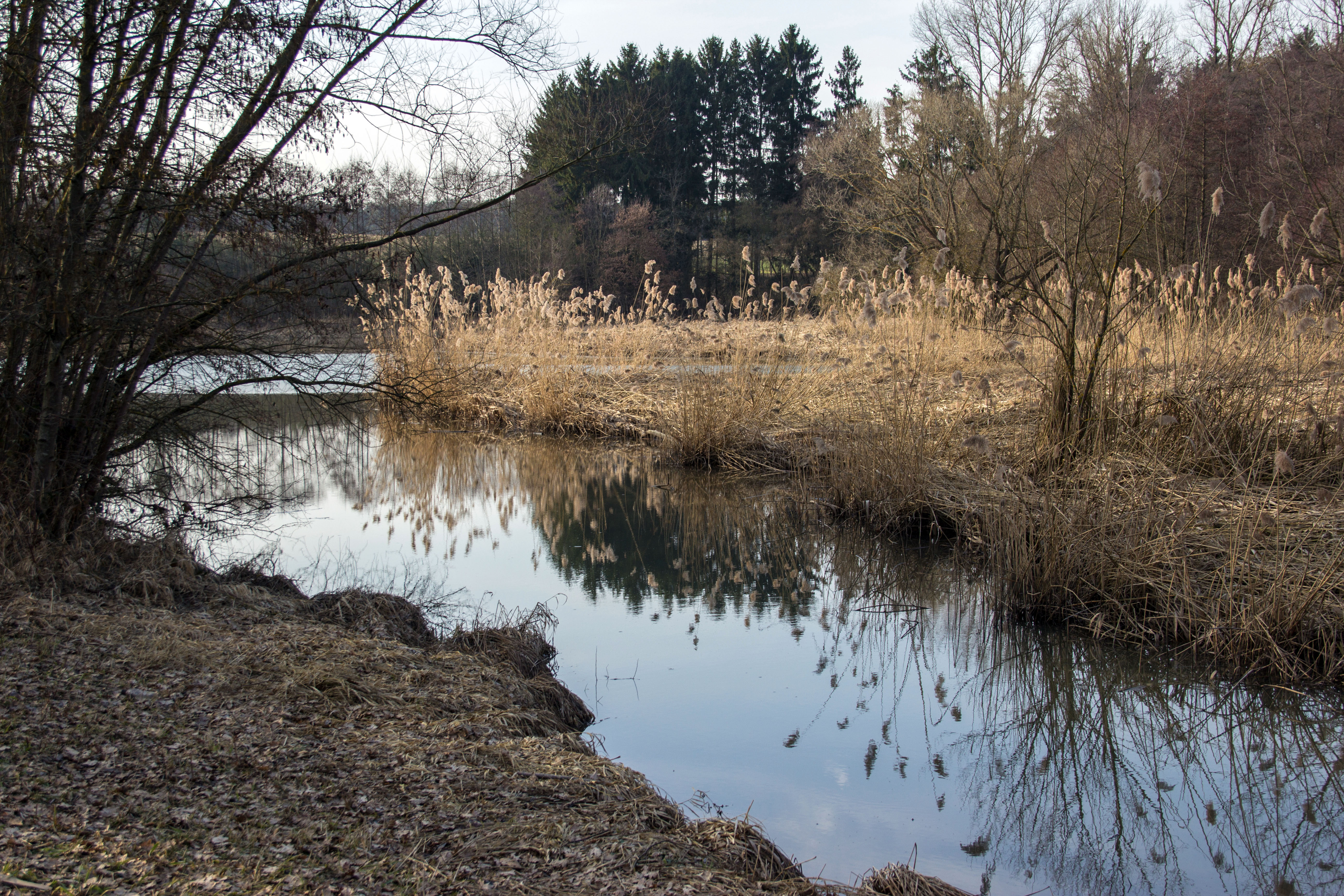
Ein Weiher am Südufer
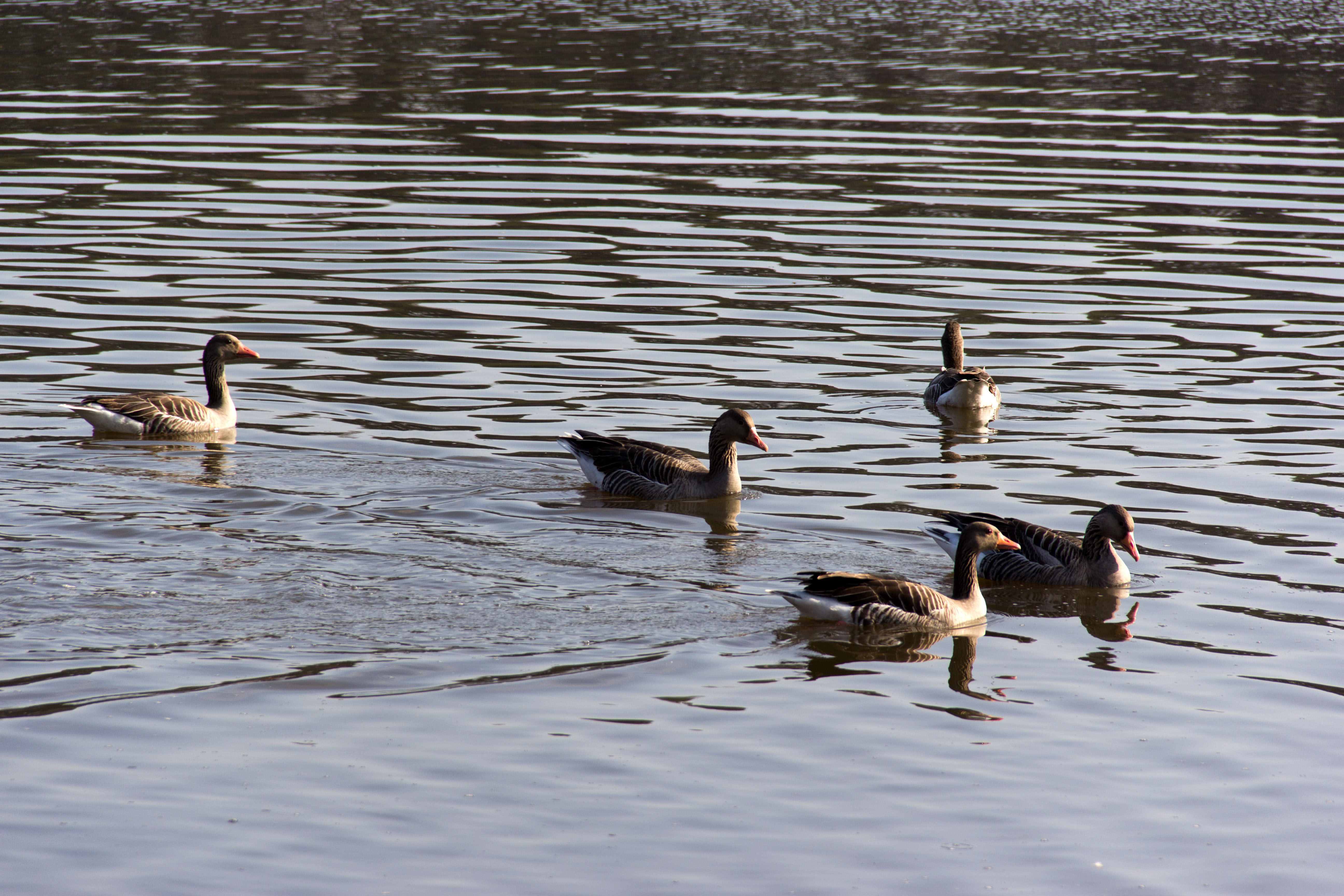
Graugänse im März
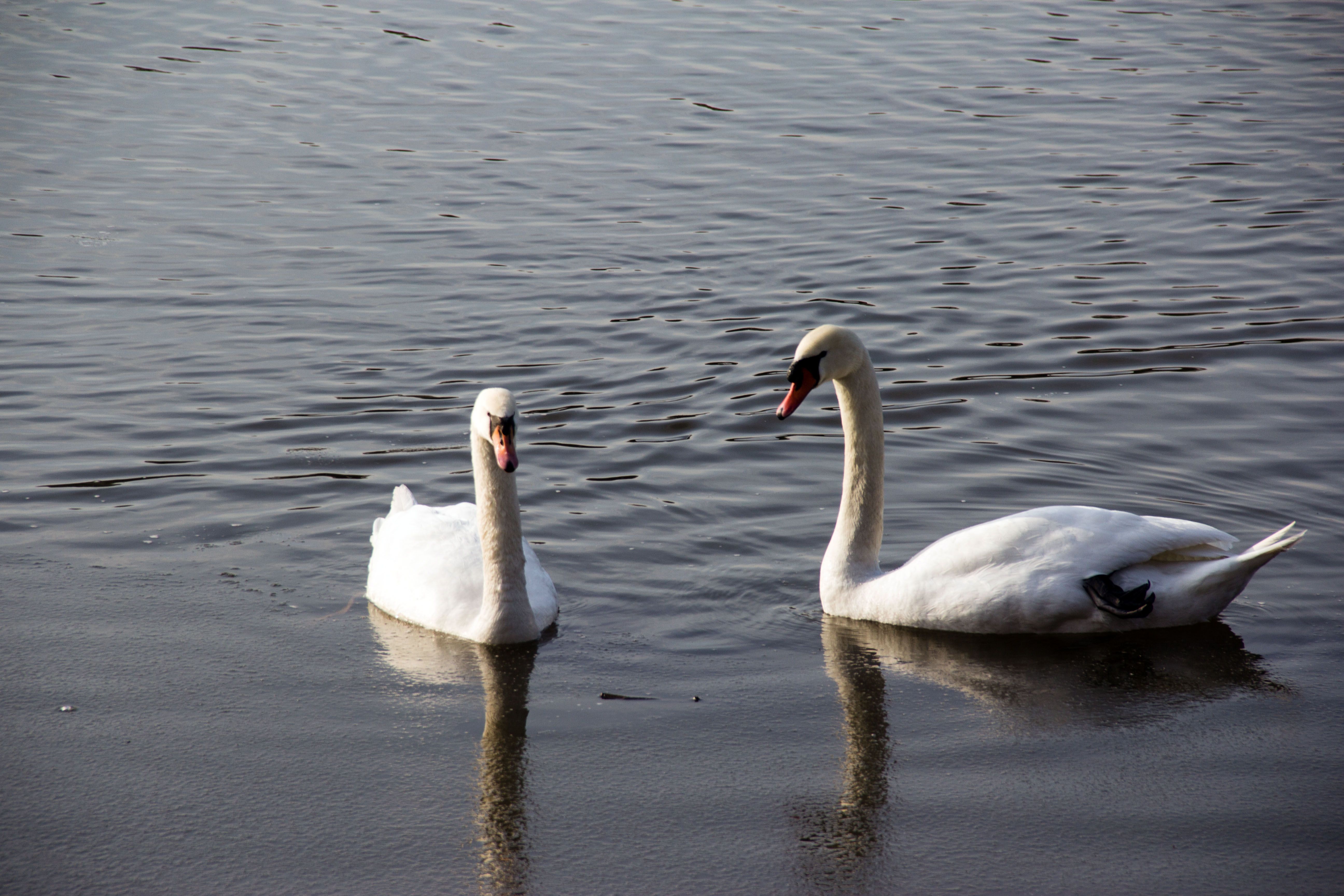
Schwanenpaar im März